# شماره ۱۰ خیابان کلاورفیلد
شمارهٔ ۱۰ خیابان کلاورفیلد (انگلیسی: Cloverfield Lane 10) یک فیلم مهیج رمزآلود، فراطبیعی به کارگردانی دن تراختنبرگ است که در سال ۲۰۱۶ منتشر شد. از بازیگران آن می‌توان به مری الیزابت وینستد، جان گودمن، جان گلگر، جونیور اشاره کرد.
در سال ۲۰۱۲ جاش کمپل و مت استوکن فیلم‌نامه ای بسیار کم خرج نوشتند به نام زیر زمین که در لیست جذاب‌ترین فیلمنامه‌های تولید نشده سال ۲۰۱۲ قرار گرفت. کمپانی پارامونت این فیلم‌نامه را خرید و دیمین شزل را برای بازنویسی فیلم‌نامه و کارگردانی آن استخدام کرد. اما شزل وقتی بودجه ساخت فیلم ویپلش را به‌دست آورد از کارگردانی انصراف داد و فقط فیلم‌نامه را بازنویسی کرد. در نهایت دان تراختنبرگ جایگزین او شد. این اولین فیلم تراختنبرگ محسوب می‌شود. 
سازندگان در هنگام ساخت فیلم متوجه شباهت داستانی با فیلم کلاورفیلد ساخته مت ریوز شدند و نام فیلم را تغییر دادند. جی.جی.آبرامز که هم تهیه‌کننده کلاورفیلد و هم تهیه‌کننده این فیلم بوده‌است در مصاحبه ای این فیلم را "خویشاوند خونی" کلاورفیلد خواند و گفت که ایده‌هایی برای ساختن قسمت سوم دارد که داستان این دو فیلم را بیشتر به هم مرتبط می‌کند. منتقدان از فیلم خوششان آمد و اغلب نقدهایی مثبت دربارهٔ فیلم نوشتند. شمارهٔ ۱۰ خیابان کلاورفیلد ۱۵ میلیون دلار خرج برداشت و در گیشه به فروش بیش از ۱۰۰ میلیون دلار رسید که برای فیلمی ترسناک با بودجهٔ کم رقم قابل توجهی است.

## داستان فیلم
«میشل» که بعد از مشاجره با نامزدش خانه را ترک کرده با ماشین دچار سانحه می‌شود. روز بعد در اتاقی دربسته به هوش می‌آید در حالی که مرد فربهی که خود را هوارد می‌نامد ادعا دارد کره زمین مورد حمله موجودات فضایی قرار گرفته و او میشل را از مرگ نجات داده است. بعد از دیدن «امت» که بازماندهٔ دیگری است کمی از تردیدهای میشل کاسته می‌شود اما وقایع بعدی به بحرانی غیرقابل کنترل ختم می‌شود.

## بازیگران
- مری الیزابت وینستد در نقش «میشل»
- جان گودمن در نقش «هوارد استمبلر»
- جان گلگر، جونیور در نقش «اِمِت ده‌ویت»
- بردلی کوپر در نقش «بن» (صدا)
- سوزان کرایر در نقش زن